# بودو شمالي
بودو شمالي (الاسم العلمي: Pudu mephistophiles) (بالإنجليزية: Northern Pudu)‏ هو نوع من الحيوانات يتبع جنس أيل البودو من فصيلة الأيليات، وهو أصغر أيل في العالم.